# Bend and Break
Bend and Break is Keanes vijfde en laatste single van hun debuutalbum Hopes and Fears. De single kwam maar in een paar Europese landen uit. Bend And Break is het favoriete Keane nummer van drummer Richard Hughes.
Het nummer is gecomponeerd door Tim Rice-Oxley in 2001 en opgenomen in de Helioscentric Studios te East Sussex.

## Nummers
1. "Bend and Break"
2. "On a Day Like Today"
3. "Allemande" (live)
4. "Bend and Break" (live)(video)

## Hitnotering

### NPO Radio 2 Top 2000
| Nummer met noteringen in de NPO Radio 2 Top 2000 | '09  | '10  | '11  | '12 | '13 | '14  | '15  | '16  | '17  | '18  | '19  | '20  | '21  | '22  | '23  | '24  |
| ------------------------------------------------ | ---- | ---- | ---- | --- | --- | ---- | ---- | ---- | ---- | ---- | ---- | ---- | ---- | ---- | ---- | ---- |
| Bend and Break                                   | 1331 | 1225 | 1204 | 910 | 813 | 1154 | 1122 | 1463 | 1569 | 1534 | 1401 | 1289 | 1502 | 1411 | 1414 | 1227 |

1. ↑  Een vetgedrukt getal geeft de hoogste notering aan.
2. ↑  2009 was het eerste jaar met een notering voor dit nummer.